# Hôtel Duquesnoy-du-Thon
L'hôtel Duquesnoy-du-Thon, appelé aussi hôtel Duquesnay-de-Thon, est un édifice situé à Caen, dans le département du Calvados, en France. Il est inscrit au titre des Monuments historiques.

## Localisation
Le monument est situé au no 6 de la rue du Moulin et aux 35-41 passage du Grand-Turc.
Il est situé dans le centre-ville ancien de Caen.

## Historique
La construction de l'édifice est datée de la fin du XVIe siècle et du début du XVIIe siècle.

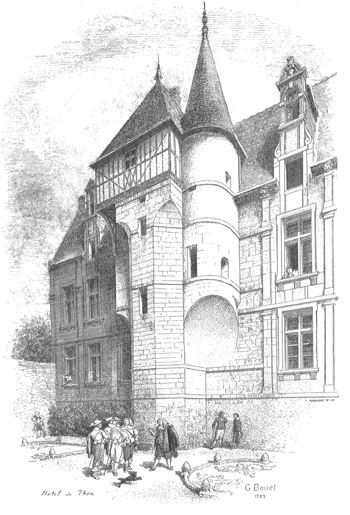
L'hôtel au XIXe siècle par Georges Bouet

Au XIXe siècle, l'hôtel était difficile d'accès car enserré dans un fort tissu urbain. Sur le cadastre napoléonien, l'hôtel est tourné sur un jardin donnant sur le Grand Odon ; l'hôtel n'est donc pas accessible directement depuis la rue. Il faut alors traverser une première cour depuis la rue du Moulin, puis emprunter une des deux passerelles sur la rivière. L'hôtel est étudié à partir de 1883. Les bâtiments au sud de l'hôtel ont été détruits lors de la bataille de Caen ; ces bâtiments n'ayant pas été reconstruits, la façade sur le passage du Grand-Cerf est désormais dégagée. La façade nord quant à elle reste toujours insérée dans un tissu urbain dense.
Les façades sur cour sont inscrites au titre des monuments historiques depuis le 21 juin 1927.

## Architecture
L'immeuble est bâti en pierre de Caen.
La façade la plus originale, inscrite au monuments historiques, est celle sur cour.
Sur cette cour, on peut admirer une tour polygonale en pierre de Caen surmontée d’une chambre haute rectangulaire à pans de bois reposant sur des trompes caennaises, typique de la région.

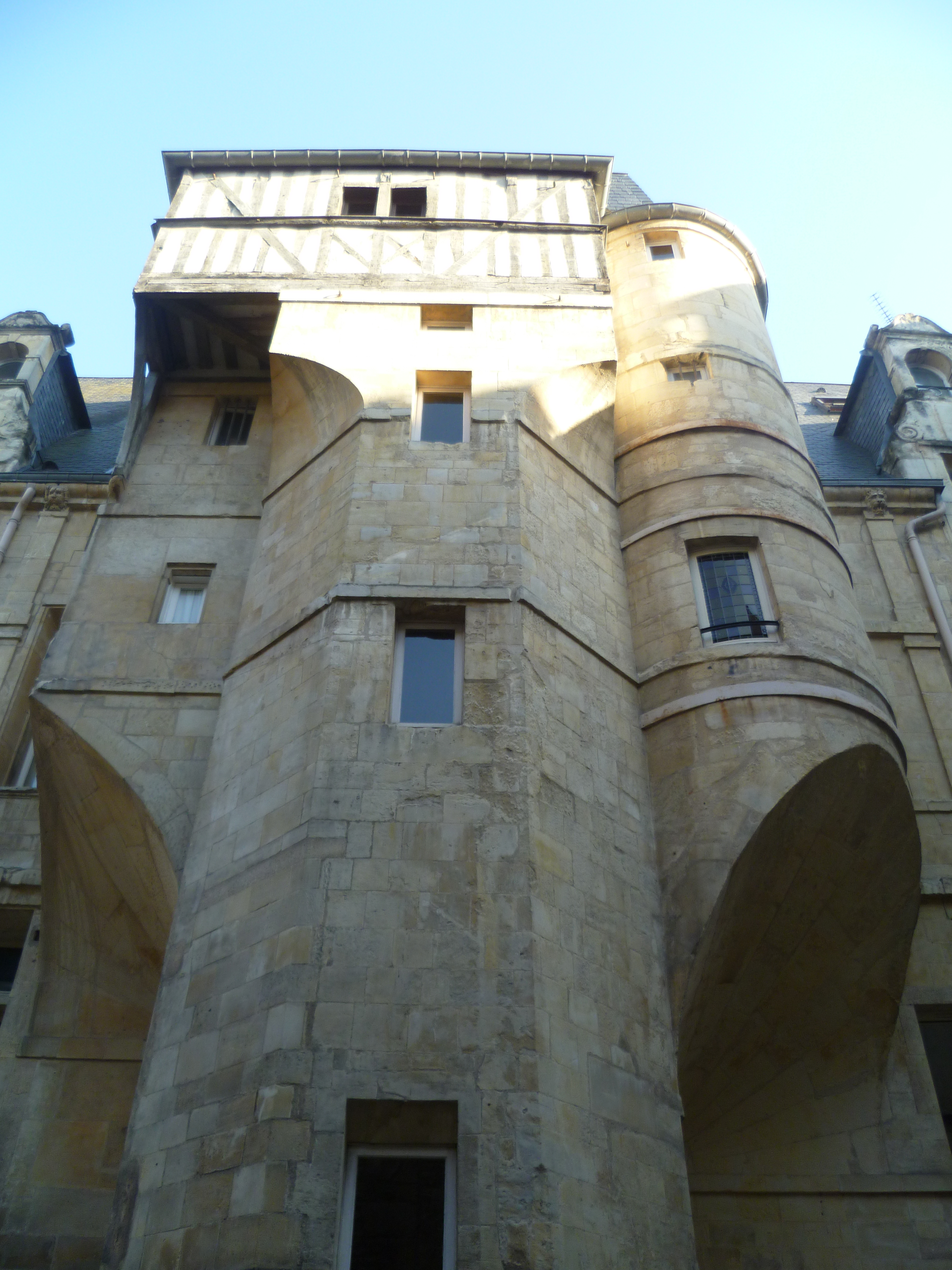
la tour
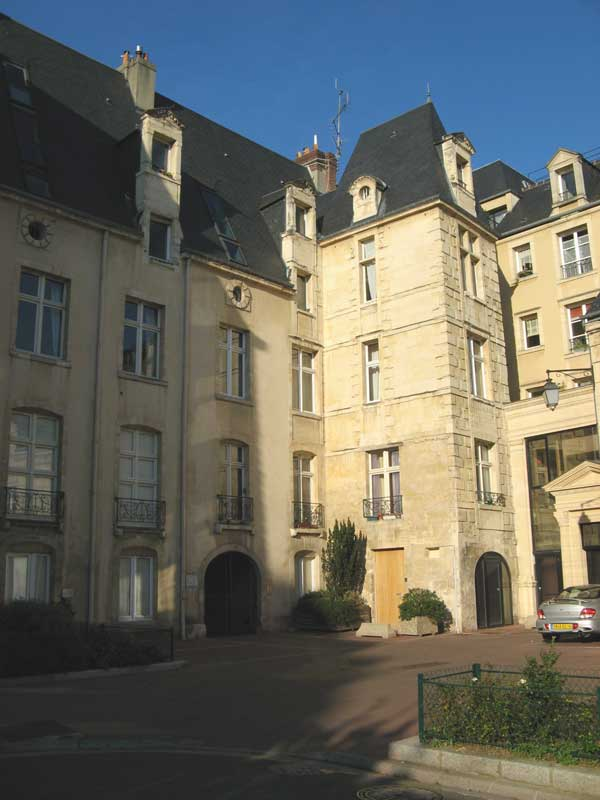
autre façade